# 918
Évszázadok: 9. század – 10. század – 11. század
Évtizedek: 860-as évek – 870-es évek – 880-as évek – 890-es évek – 900-as évek – 910-es évek – 920-as évek – 930-as évek – 940-es évek – 950-es évek – 960-as évek
Évek: 913 – 914 – 915 – 916 –  917 – 918 – 919 – 920 – 921 – 922 – 923

## Események

### Európa
- A régóta betegeskedő, valószínűleg az Arnulf bajor herceg elleni 916-os hadjáraton szerzett sebesülését kiheverni nem tudó I. Konrád német király decemberben meghal. Halálos ágyán Madarász Henrik szász herceget jelöli ki utódjának, mert őt tartja alkalmasnak a hercegek széthúzása miatt a szétesés felé tartó, magyarok által rendszeresen dúlt királyság összetartására. Öccsével, Eberharddal megígérteti, hogy lemond trónigényéről.
- A bizánci-bolgár háborúban I. Simeon cár megszállja Görögországot (a Hellászi themat) egészen a Korinthoszi-földszorosig.
- Az angolszászok és a skótok összehangolt támadást intéznek a northumbriai vikingek (Danelaw) ellen. II. Konstantin skót király megpróbálja elfoglalni az egykori Berniciát, de a vikingek királya, Ragnall a corbridge-i csatában visszaveri támadását. I. Eduárd angolszász király elfoglalja Stamfordot, míg nővére, Æthelflæd merciai királynő harc nélkül megadásra bírja Leicestert és igyekszik fellázítani a keresztény hitre tért vikingeket. A hadjárat közben a 48 éves Æthelflæd meghal. Mercia kormányzását lánya, Ælfwynn veszi át, de őt nagybátyja, Eduárd decemberben lemondatja. A Merciai Királyság ezzel gyakorlatilag megszűnik, bár egy darabig még bír némi autonómiával az Angolszász Királyságon belül.
- Miután az előző évben elesett II. Guthrum, Kelet-Anglia viking királya, a dán erődök megadják magukat az angolszászoknak és Eduárd király annektálja a Kelet-angliai Királyságot.
- Idwal Foel és Hywel ap Cadell, a walesi Gwynedd és Deheubarth királyai vazallusi esküt tesznek I. Eduárdnak.
- Meghal II. Balduin, Flandria őrgrófja. Utóda fia, Arnulf.
- Meghal I. (Jámbor) Vilmos aquitániai herceg, a clunyi apátság alapítója. Mivel fia nincs, utóda unokaöccse, II. Vilmos.

### Ázsia
- A koreai Tebong királyságában a hadsereg elűzi a zsarnokká vált Kung Je királyt és Vang Gon hadvezért kiáltják ki uralkodónak, aki megalapítja a Korjo-dinasztiát.
- Apaocsi, a kitan Liao-dinasztia császára kínai mintára új, fallal körülvett fővárost alapít, amely a Linhuangfu ("Legfelsőbb város") nevet kapja.

## Születések
- Minamoto no Hiromasza, japán herceg és zenész

## Halálozások
- június 12. – Æthelflæd, merciai királynő
- július 6. – I. Vilmos, aquitániai herceg
- szeptember 10. – II. Balduin, flamand őrgróf
- december 23. – I. Konrád, keleti frank király
- Kung Je, Tebong királya

## Fordítás
- Ez a szócikk részben vagy egészben  a(z)   918 című angol Wikipédia-szócikk ezen változatának fordításán alapul.  Az eredeti cikk szerkesztőit annak laptörténete sorolja fel. Ez a jelzés csupán a megfogalmazás eredetét és a szerzői jogokat jelzi, nem szolgál a cikkben szereplő információk forrásmegjelöléseként.